# Saint-Ouen-les-Vignes
Saint-Ouen-les-Vignes is een gemeente in het Franse departement Indre-et-Loire (regio Centre-Val de Loire). De plaats maakt deel uit van het arrondissement Tours. Saint-Ouen-les-Vignes telde op 1 januari 2022 975 inwoners.

## Geografie
De oppervlakte van Saint-Ouen-les-Vignes bedroeg op 1 januari 2022 18,55 vierkante kilometer; de bevolkingsdichtheid was toen 52,6 inwoners per km².

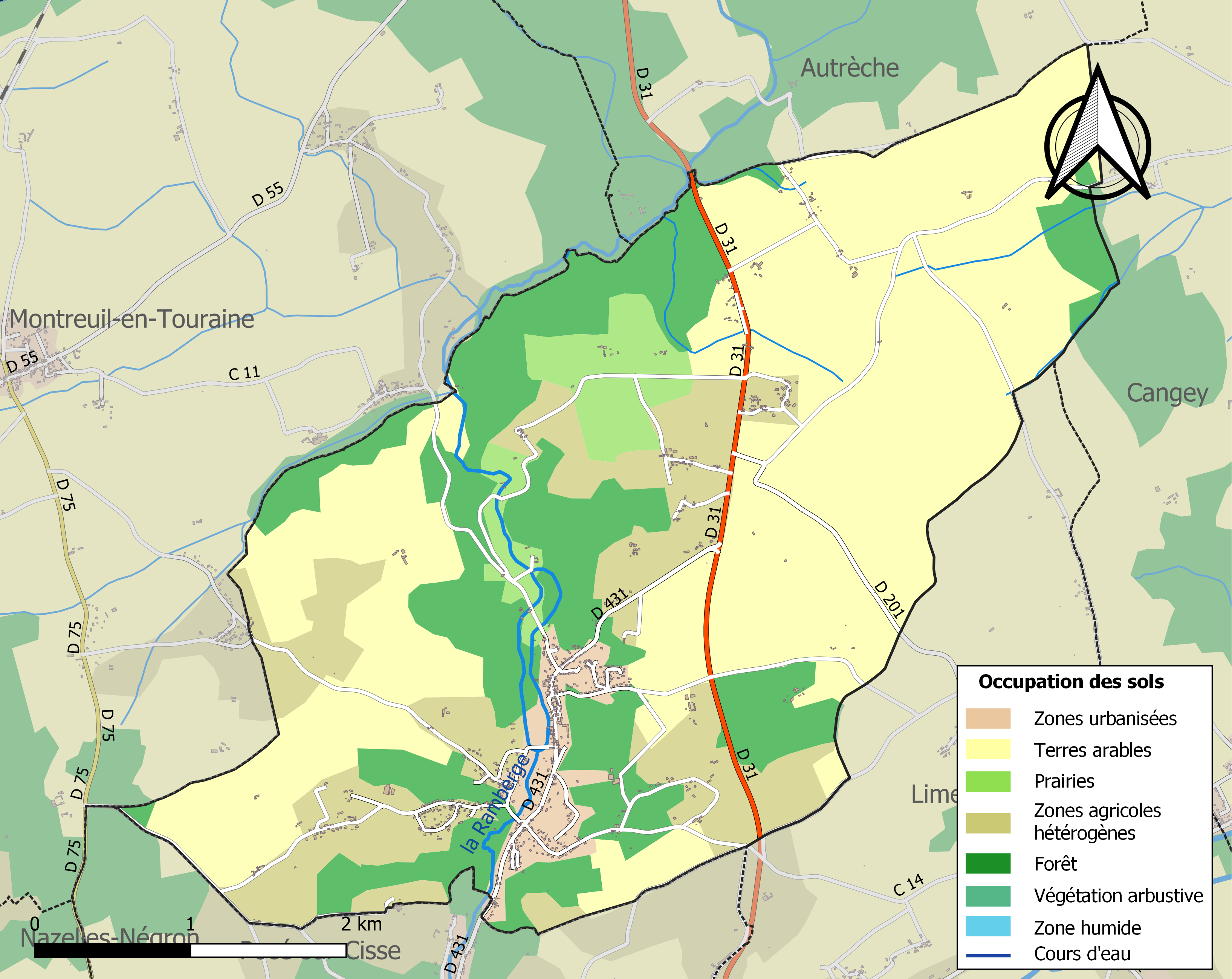
Kaart van de gemeente met de belangrijkste infrastructuur, bodemgebruik en omliggende gemeenten

## Demografie
Onderstaande figuur toont het verloop van het inwonertal (bron: INSEE-tellingen).